# H.263
H.263 este format de codare video premergător lui H.264, folosit în special în programele VoIP. Odată cu standardizarea H.264, importanța sa a scăzut.

## Vezi și
- Codec
- H.120
- H.261
- H.264